# Аплао
Аплао (исп. Aplao) — город в юго-западной части Перу. Административный центр провинции Кастилья в регионе Арекипа. Кроме того, является центром одноимённого района. Расположен на высоте 617 м над уровнем моря. По данным переписи 2005 года население города составляет 4747 человек; расчёты на 2010 год сообщают о населении 5051 человек.